# Kellogg (Minnesota)
Kellogg es una ciudad ubicada en el condado de Wabasha en el estado estadounidense de Minnesota. En el Censo de 2010 tenía una población de 456 habitantes y una densidad poblacional de 584,93 personas por km².

## Geografía
Kellogg se encuentra ubicada en las coordenadas 44°18′28″N 91°59′55″O / 44.30778, -91.99861. Según la Oficina del Censo de los Estados Unidos, Kellogg tiene una superficie total de 0.78 km², de la cual 0.76 km² corresponden a tierra firme y (1.99%) 0.02 km² es agua.

## Demografía
Según el censo de 2010, había 456 personas residiendo en Kellogg. La densidad de población era de 584,93 hab./km². De los 456 habitantes, Kellogg estaba compuesto por el 99.12% blancos, el 0% eran afroamericanos, el 0% eran amerindios, el 0.66% eran asiáticos, el 0% eran isleños del Pacífico, el 0% eran de otras razas y el 0.22% pertenecían a dos o más razas. Del total de la población el 0.22% eran hispanos o latinos de cualquier raza.